# Lienvegen Station
Lienvegen Station (Lienvegen holdeplass) er en tidligere jernbanestation på Tinnosbanen, der ligger i Notodden kommune i Norge. Stationen åbnede som trinbræt 1. januar 1957 og bestod af et spor med perron. Betjeningen ophørte i 2004, men stationen fremgår stadig af Bane Nors stationsoversigt.